# Nebria complanata
Nebria complanata es una especie de escarabajo del género Nebria, familia Carabidae. Fue descrita científicamente por Linnaeus en 1767.

## Distribución geográfica
Habita en Irlanda, Gran Bretaña, Francia, Portugal, España, Italia, Grecia, Marruecos, Argelia, Túnez, Turquía e Irán.